# Макасар
Макасар (на индонезийски: Makassar) е град в Индонезия и столица на провинция Южно Сулавеси. Разположен е на югозападното крайбрежие на остров Сулавеси, на брега на пролива Макасар. От 1971 г. до 1999 г., градът носи името Уджунг Панданг, сега често двете имена се използват заменимо. Населението на града е 1 432 189 жители (по преброяване от 2022 г.).

## История
В началото на XVI век Макасар е голям търговски център в Източна Индонезия. Местните крале поддържали свободната търговия и позволявали на всеки дошъл в града свободно да търгува, съпротивлявайки се на опитите на Холандската източноиндийска компания да установи монопол. Първите европейци стъпили на брега на Макасар са португалците през 1512 г. Тук те намират оживен и космополитен град, пълен с китайски, арабски, явански, малайски и индийски търговци. Въпреки че ислямът е доминиращата религия, в града цари търпимост към различните вероизповедания.
Идването на холандците в началото на XVII век променя тази картина драматично. Те бързо изместват местните търговци от доходоносната търговия с подправки, а през 1667 г. превземат и града, прекратявайки съществуването на свободното му управление.

## География

### Климат
| Климатични данни за Макасар        | Климатични данни за Макасар | Климатични данни за Макасар | Климатични данни за Макасар | Климатични данни за Макасар | Климатични данни за Макасар | Климатични данни за Макасар | Климатични данни за Макасар | Климатични данни за Макасар | Климатични данни за Макасар | Климатични данни за Макасар | Климатични данни за Макасар | Климатични данни за Макасар | Климатични данни за Макасар |
| Месеци                             | яну.                        | фев.                        | март                        | апр.                        | май                         | юни                         | юли                         | авг.                        | сеп.                        | окт.                        | ное.                        | дек.                        | Годишно                     |
| Средни максимални температури (°C) | 30,6                        | 30,9                        | 31,5                        | 32,2                        | 32,7                        | 32,2                        | 31,9                        | 32,2                        | 32,8                        | 33,2                        | 32,6                        | 31,0                        | 32,0                        |
| Средни температури (°C)            | 27,6                        | 27,7                        | 28,2                        | 28,6                        | 29,0                        | 28,4                        | 27,9                        | 28,0                        | 28,5                        | 29,1                        | 28,9                        | 27,9                        | 28,3                        |
| Средни минимални температури (°C)  | 24,5                        | 24,5                        | 24,8                        | 25,0                        | 25,2                        | 24,6                        | 23,9                        | 23,8                        | 24,1                        | 24,9                        | 25,2                        | 24,7                        | 24,6                        |
| ---------------------------------- | --------------------------- | --------------------------- | --------------------------- | --------------------------- | --------------------------- | --------------------------- | --------------------------- | --------------------------- | --------------------------- | --------------------------- | --------------------------- | --------------------------- | --------------------------- |
| Източник: Cuaca Makassar           |                             |                             |                             |                             |                             |                             |                             |                             |                             |                             |                             |                             |                             |

## Икономика
Макасар е най-голямото пристанище в Сулавеси, редовна спирка на много вътрешни и международни рейсове. Риболовът и по-специално уловът на морски краставици, считащи се за голям деликатес в китайската и други азиатски кухни са друг основен отрасъл в местната икономика.
Туризмът също се развива с високи темпове в последните години. Градът е дом на Транс Кала, най-големият закрит увеселителен парк в Югоизточна Азия и трети в света.